# Nhà thờ chính tòa Thánh Paul, Luân Đôn

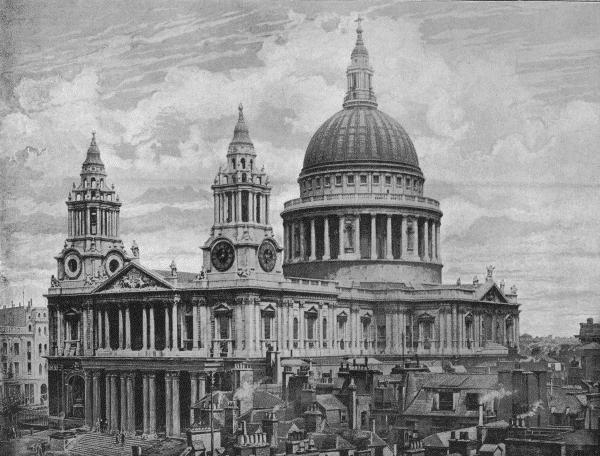
Nhà thờ Thánh Phao-lô, năm 1896

Nhà thờ Thánh Phao-lô (St Paul's Cathedral) là một nhà thờ chính tòa Anh giáo nổi tiếng tại nước Anh. Giáo đường khổng lồ này tọa lạc trên đồi Ludgate, nơi cao nhất tại thành phố Luân Đôn. Nơi đây đã có nhà thờ đầu tiên để dâng hiến Thánh Phaolô Tông đồ từ năm 604. Tòa nhà hiện nay có niên đại từ cuối thế kỷ 17, được thiết kế theo phong cách Baroque Anh bởi kiến trúc sư Sir Christopher Wren. Được hoàn thành lúc Wren còn tại thế, là một phần của một chương trình tái thiết lớn diễn ra tại thành phố sau Đại hỏa hoạn Luân Đôn 1666. Thực tế đã có 5 nhà thờ St. Paul và tất cả đều nằm trên đồi Ludgate.
Nhà thờ là một trong những điểm tham quan nổi tiếng nhất và dễ nhận biết nhất của Luân Đôn, với mái vòm đặc trưng, cao 111 m và là công trình cao nhất Luân Đôn trong 300 năm từ năm 1710 đến năm 1962, và mái vòm của nhà thờ cũng là một trong những vòm cao nhất trên thế giới. Về diện tích, Nhà thờ Thánh Phao-lô là nhà thờ lớn thứ hai ở Vương quốc Liên hiệp Anh và chỉ đứng sau nhà thờ chính tòa Liverpool.
Nhà thờ Thánh Phaolô giữ một vị trí quan trọng trong bản sắc dân tộc của người dân Anh. Đây là chủ đề trung tâm của nhiều tài liệu quảng cáo, cũng như hình ảnh bưu thiếp của mái vòm đứng trên cao, bao quanh bởi khói và lửa trong cuộc oanh kích Blitz Thế chiến thứ II. Rất nhiều sự kiện quan trọng đã xảy ra tại đây bao gồm đám tang của Tử tước Nelson, công tước Wellington và Winston Churchill, Margaret Thatcher, Lễ kỷ niệm cho Victoria của Anh, dịch vụ hòa bình đánh dấu sự kết thúc của chiến tranh thế giới thứ nhất và thứ hai, lễ tạ ơn cho sinh nhật lần thứ 80 và Đại lễ kim cương của nữ hoàng Elizabeth II. Thông thường các gia đình hoàng gia thường tổ chức các lễ cưới và đám tang ở Tu viện Westminster, nhưng hoàng tử Charles và công nương Diana Spencer đã tổ chức lễ cưới hoàng gia tại đây. Nhà thờ St Paul là một nhà thờ nhiều hoạt động, với các buổi cầu nguyện hàng giờ và dịch vụ hàng ngày.

## Thiết kế và xây dựng
Những bản thiết kế:

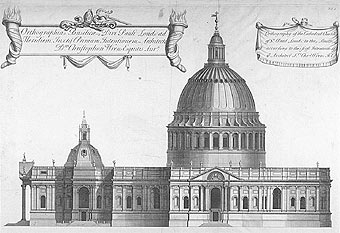
Một trong ba thiết kế
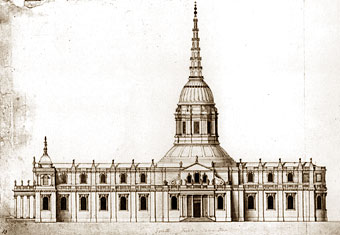
Thiết kế thứ hai
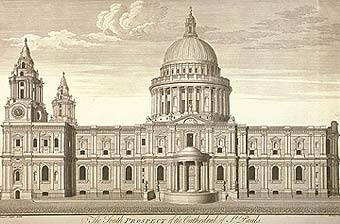
Thiết kế được chọn và xây dựng

Nhiệm vụ thiết kế và xây dựng nhà thờ được giao cho kiến trúc sư Christopher Wren vào ngày 30 tháng bảy, năm 1669. Ông đã thiết kế hơn 50 nhà thờ tại nước Anh.
Christopher Wren bắt đầu trùng tu nhà thờ trước trận Đại hỏa hoạn năm 1666. Wren đã thiết kế rất nhiều bản vẽ cho chiếc mái mái vòm giữa nhà thờ để thay thế cái tháp chuông cũ và tu bổ lại nội thất trong nhà thờ vào năm 1630. Mặt tiền của nhà thờ được kiến trúc sư Inigo Jones thiết kế.
Việc thiết kế của nhà thờ phải trải qua 5 giai đoạn. Ở giai đoạn đầu, nhà thờ được hình thành qua một mô hình và một bản vẽ. Bản vẽ này thường được gọi là Thiết kế đầu tiên, thiết kế này trông có vẻ như Đền Pantheon ở Roma và được nối liền với một tòa nhà nhỏ ở sau để chứa hàng ghế của dàn hợp xướng. Bản vẽ này đả bị phản đối vì nó không được đẹp lắm. Bản vẽ thứ hai dựa trên hình dạng của một chữ thập.